# Sur l'interprétation des rêves
Pour les articles homonymes, voir Interprétation des rêves (homonymie).
Sur l'interprétation des rêves est un ouvrage de synthèse de Carl Gustav Jung sur l'interprétation des rêves et qui  rassemble les notes de séminaire de Jung de 1936 à 1941.
Dans Sur l'interprétation des rêves Jung distingue quatre significations au processus onirique concernant sa fonction d'équilibrage psychique. Tout d'abord il représente la réaction inconsciente à une situation consciente et il réagit donc soit en restituant le contenu diurne soit en le compensant. Deuxièmement, le rêve révèle une situation issue du conflit entre la conscience et l'inconscient. Par la compensation, le rêve représente cette tendance de l'inconscient à vouloir transformer l'attitude consciente. Les processus inconscients inhérents au rêve n'ont aucun rapport de nature avec la situation consciente. Enfin le rêve a également une fonction prospective.

## Sommaire
1. Sur la méthode de l'interprétation des rêves
2. Rêves de Jérôme Cardan
3. Visions et rêves
4. La littérature ancienne sur l'interprétation des rêves